# Gastón Gaudio
Gastón Norberto Gaudio est un joueur de tennis argentin, né le 9 décembre 1978 à Adrogué.
Professionnel de 1996 à 2011, il a remporté huit titres en simple sur le circuit ATP, dont Roland-Garros en 2004. C'est d'ailleurs le seul tournoi du Grand Chelem dans lequel il est parvenu à dépasser les huitièmes de finale, dominant successivement quatre joueurs du top quinze mondial alors qu'il était classé 44e mondial, réalisant ainsi une performance considérée exceptionnelle,.
Surnommé « El Gato » (en français, « Le Chat »), Gaudio est le premier joueur argentin à avoir remporté un tournoi majeur après Guillermo Vilas en 1979, et l'un des trois Argentins, avec Vilas et Juan Martín del Potro, à s'être imposé dans un tournoi du Grand Chelem. En 2005, il se hisse également en demi-finale des Masters, mais s'incline face à Roger Federer.
Spécialiste de la terre battue, il a remporté ses huit titres professionnels sur cette surface, entre 2002 et 2005, et s'est hissé en demi-finale du Masters 1000 de Monte-Carlo à deux reprises, en 2000 et 2006, ainsi qu'à Hambourg en 2003.
Gaudio a achevé deux saisons dans le top dix mondial, en 2004 et 2005, et atteint son meilleur résultat au classement ATP à la cinquième place mondiale, conquise en avril 2005 grâce à sa victoire à l'Open d'Estoril.
Joueur hypersensible et souffrant de symptômes dépressifs,, Gastón Gaudio met un terme à sa carrière en 2011, étant alors classé 167e mondial.

## Carrière
Gaudio remporte trois tournois Challengers en 1998, à Helche, Santa Cruz et Santiago, et entre dans le top 150 mondial.
En 1999, il s'adjuge deux Challengers consécutifs, à Nice et Espinho, et atteint le troisième tour des qualifications pour Roland-Garros. Il achève la saison à la 73e place mondiale.
En 2000, après avoir remporté un nouveau Challenger à Brunswick, Gaudio atteint les demi-finales du tournoi d'Auckland, mais surtout du Masters de Monte Carlo, où il impressionne les observateurs après avoir défait successivement Marat Safin, Félix Mantilla, Julien Boutter et Juan Carlos Ferrero, sans avoir concédé de manche. Il s'incline finalement face à Dominik Hrbatý en trois sets serrés. Il dispute également la finale du tournoi de Stuttgart. Lors des Jeux olympiques d'Athènes, il représente l'Argentine en simple messieurs, mais s'incline au premier tour face au Biélorusse Vladimir Voltchkov. Il termine l'année à la 34e place.
Finaliste du tournoi de Viña del Mar en 2001, il atteint dans la foulée une demi-finale à Buenos Aires, ainsi qu'un quart de finale au Masters 1000 de Miami.
C'est en 2002 qu'il conquiert son premier titre ATP, à Barcelone, battant au passage le numéro un mondial Leyton Hewitt, après avoir rallié les quarts de finale du Masters d'Indian Wells quelques semaines plus tôt. Gaudio s'offre un second titre à Mallorca et atteint les huitièmes de finale de Roland-Garros, où il sera défait par Ferrero. Il participe à une nouvelle finale, cette fois à Gstaad, et se qualifie pour une demi-finale à Kitzbühel, ces deux matchs étant concédés à Àlex Corretja. Il consolide sa présence dans le classement, atteignant la 21e place mondiale.
2003 sera une saison sans titre pour l'argentin, mais il accède à la demi-finale du Masters de Hambourg face à son compatriote Guillermo Coria, un match émaillé d'un incident, Gaudio estimant avoir été insulté par son adversaire durant la partie.
En 2004, ses résultats avant la tournée sur terre battue sont passables, puis après des débuts difficiles à Estoril et Monte Carlo, il atteint la finale de Barcelone en battant au passage le no 9 mondial Carlos Moyà et perd dans les premiers tours à Rome et Hambourg. Il signe ensuite deux victoires au World Team Championship sur les no 12 et 19 mondiaux.
Au mois de juin 2004, alors classé 44e mondial, il remporte à la surprise générale le tournoi de Roland-Garros face à son compatriote Guillermo Coria, no 3 mondial, alors qu'il est pris de crampes dans les derniers sets (0-6, 3-6, 6-4, 6-1, 8-6). Sur son parcours, il bat Jiří Novák no 14, Lleyton Hewitt no 12 et David Nalbandian no 8. Il est le deuxième Argentin, après Guillermo Vilas, à remporter un tournoi du Grand Chelem. Il a sauvé deux balles de match durant sa finale, devenant ainsi le premier joueur de l'ère Open et le premier depuis 1936 à réussir l'exploit de remporter un tournoi du Grand Chelem en sauvant une balle de match en finale.
Il enchaîne ensuite trois finales de suite sur terre battue, Bastad, Stuttgart et Kitzbühel, battu respectivement par ses compatriotes Mariano Zabaleta et Guillermo Cañas et par le Chilien Nicolás Massú. Il termine la saison avec trois défaites au Masters et entre dans le top dix mondial à la dixième place.
Durant la saison 2005, Gaudio confirme son talent, s'offrant cinq tournois ATP et atteignant son meilleur classement à la cinquième position, mais il ne pourra cependant conserver son titre à Roland-Garros, battu en huitièmes de finale par David Ferrer. Il se qualifie néanmoins pour les demi-finales des Masters, où il sera sèchement défait par le Suisse Roger Federer. Il finit à la dixième place mondiale pour la deuxième fois consécutive.
Son année 2006 sera marquée par une seconde demi-finale acquise à Monte Carlo, et une première au tournoi d'Acapulco.
S'ensuit une longue descente dans le classement, l'Argentin ne parvenant plus à réaliser des parcours satisfaisants. En 2009, après deux années consécutives sans victoires et être retombé à la 966e place mondiale, Gastón Gaudio remporte un match lors du tournoi de Barcelone face à Diego Junqueira. Il enchaîne ensuite la semaine suivante, en gagnant le tournoi Challenger de Tunis, s'imposant en demi-finale face à Jarkko Nieminen puis en finale face au Portugais 71e mondial Frederico Gil. Pointant au 400e rang mondial, il obtient une wild card pour faire son grand retour à Roland-Garros 2009, il est battu au premier tour par Radek Štěpánek en trois sets. En 2010, il revient par la petite porte de Roland-Garros, en disputant les qualifications. Cette année-là, il ne dépasse pas le premier tour.
Gastón Gaudio annonce officiellement sa retraite sportive le 31 août 2011.

## Palmarès

### Titres en simple messieurs
| No | Date       | Nom et lieu du tournoi                | Catégorie   | Dotation    | Surface      | Finaliste          | Score                   |          |
| -- | ---------- | ------------------------------------- | ----------- | ----------- | ------------ | ------------------ | ----------------------- | -------- |
| 1  | 22-04-2002 | Open Seat Godó, Barcelone             | Series Gold | 955 000 $   | Terre (ext.) | Albert Costa       | 6-4, 6-0, 6-2           | Parcours |
| 2  | 29-04-2002 | Mallorca Open, Palma de Majorque      | Int' Series | 356 000 $   | Terre (ext.) | Jarkko Nieminen    | 6-2, 6-3                | Parcours |
| 3  | 24-05-2004 | Roland-Garros, Paris                  | G. Chelem   | 7 462 318 $ | Terre (ext.) | Guillermo Coria    | 0-6, 3-6, 6-4, 6-1, 8-6 | Parcours |
| 4  | 31-01-2005 | BellSouth Open by Rosen, Viña del Mar | Int' Series | 355 000 $   | Terre (ext.) | Fernando González  | 6-3, 6-4                | Parcours |
| 5  | 07-02-2005 | ATP Buenos Aires, Buenos Aires        | Int' Series | 355 000 $   | Terre (ext.) | Mariano Puerta     | 6-4, 6-4                | Parcours |
| 6  | 25-04-2005 | Estoril Open, Estoril                 | Int' Series | 600 000 $   | Terre (ext.) | Tommy Robredo      | 6-1, 2-6, 6-1           | Parcours |
| 7  | 04-07-2005 | Allianz Suisse Open, Gstaad           | Int' Series | 470 000 $   | Terre (ext.) | Stanislas Wawrinka | 6-4, 6-4                | Parcours |
| 8  | 25-07-2005 | Generali Open, Kitzbühel              | Series Gold | 735 000 $   | Terre (ext.) | Fernando Verdasco  | 2-6, 6-2, 6-4, 6-4      | Parcours |

### Finales en simple messieurs
| No | Date       | Nom et lieu du tournoi                             | Catégorie   | Dotation    | Surface      | Vainqueur        | Score                   |          |
| -- | ---------- | -------------------------------------------------- | ----------- | ----------- | ------------ | ---------------- | ----------------------- | -------- |
| 1  | 17-07-2000 | MercedesCup, Stuttgart                             | Series Gold | 900 000 $   | Terre (ext.) | Franco Squillari | 6-2, 3-6, 4-6, 6-4, 6-2 | Parcours |
| 2  | 12-02-2001 | Chevrolet Cup presented by BellSouth, Viña del Mar | Int' Series | 350 000 $   | Terre (ext.) | Guillermo Coria  | 4-6, 6-2, 7-5           | Parcours |
| 3  | 08-07-2002 | Allianz Suisse Open, Gstaad                        | Int' Series | 575 000 $   | Terre (ext.) | Àlex Corretja    | 6-3, 7-63, 7-63         | Parcours |
| 4  | 26-04-2004 | Open Seat Godó, Barcelone                          | Series Gold | 1 000 000 $ | Terre (ext.) | Tommy Robredo    | 6-3, 4-6, 6-2, 3-6, 6-3 | Parcours |
| 5  | 05-07-2004 | Synsam Swedish Open, Båstad                        | Int' Series | 355 000 $   | Terre (ext.) | Mariano Zabaleta | 6-1, 4-6, 7-64          | Parcours |
| 6  | 12-07-2004 | MercedesCup, Stuttgart                             | Series Gold | 590 000 $   | Terre (ext.) | Guillermo Cañas  | 5-7, 6-2, 6-0, 1-6, 6-3 | Parcours |
| 7  | 19-07-2004 | Generali Open, Kitzbühel                           | Series Gold | 782 828 $   | Terre (ext.) | Nicolás Massú    | 7-63, 6-4               | Parcours |
| 8  | 18-07-2005 | MercedesCup, Stuttgart                             | Series Gold | 694 000 $   | Terre (ext.) | Rafael Nadal     | 6-3, 6-3, 6-4           | Parcours |

### Titres en double messieurs
| No | Date       | Nom et lieu du tournoi               | Catégorie   | Dotation  | Surface      | Partenaire         | Finalistes                        | Score              |          |
| -- | ---------- | ------------------------------------ | ----------- | --------- | ------------ | ------------------ | --------------------------------- | ------------------ | -------- |
| 1  | 09-02-2004 | BellSouth Open by Rosen Viña del Mar | Int' Series | 308 000 $ | Terre (ext.) | Juan Ignacio Chela | Nicolás Lapentti Martín Rodríguez | 7-62, 7-63         | Parcours |
| 2  | 12-04-2004 | Estoril Open Estoril                 | Int' Series | 500 000 $ | Terre (ext.) | Juan Ignacio Chela | František Čermák Leoš Friedl      | 6-2, 6-1           | Parcours |
| 3  | 17-07-2006 | MercedesCup Stuttgart                | Series Gold | 665 000 $ | Terre (ext.) | Max Mirnyi         | Yves Allegro Robert Lindstedt     | 7-5, 64-7, [12-10] | Parcours |

## Autres
- Demi-finaliste du Masters de Monte-Carlo en 2000 & 2006.
- Demi-finaliste du Masters de Hambourg en 2003.
- Demi-finaliste du Masters en 2005.

## Parcours dans les tournois duGrand Chelem

### Victoire (1)
| Année | Tournoi       | Adversaire en finale | Score                   |
| 2004  | Roland-Garros | Guillermo Coria      | 0-6, 3-6, 6-4, 6-1, 8-6 |

### En simple
| Année | Open d'Australie | Open d'Australie | Internationaux de France | Internationaux de France | Wimbledon       | Wimbledon  | US Open         | US Open       |
| ----- | ---------------- | ---------------- | ------------------------ | ------------------------ | --------------- | ---------- | --------------- | ------------- |
| 1999  | —                | —                | 3e tour (1/16)           | À. Corretja              | 1er tour (1/64) | M. Norman  | 1er tour (1/64) | S. Lareau     |
| 2000  | 1er tour (1/64)  | M. Llodra        | 2e tour (1/32)           | T. Enqvist               | 1er tour (1/64) | M. Chang   | 1er tour (1/64) | A. Clément    |
| 2001  | 1er tour (1/64)  | G. Kuerten       | 1er tour (1/64)          | D. Hrbatý                | 1er tour (1/64) | G. Cañas   | 1er tour (1/64) | M. Mirnyi     |
| 2002  | 3e tour (1/16)   | N. Lapentti      | 1/8 de finale            | J. C. Ferrero            | 2e tour (1/32)  | M. Youzhny | 3e tour (1/16)  | J.-M. Gambill |
| 2003  | 2e tour (1/32)   | S. Sargsian      | 3e tour (1/16)           | G. Kuerten               | 1er tour (1/64) | M. Fish    | 1er tour (1/64) | N. Massú      |
| 2004  | 2e tour (1/32)   | D. Hrbatý        | Victoire                 | G. Coria                 | —               | —          | 2e tour (1/32)  | T. Johansson  |
| 2005  | 3e tour (1/16)   | D. Hrbatý        | 1/8 de finale            | D. Ferrer                | —               | —          | 1er tour (1/64) | B. Baker      |
| 2006  | 3e tour (1/16)   | F. Santoro       | 1/8 de finale            | N. Davydenko             | 2e tour (1/32)  | I. Labadze | 3e tour (1/16)  | M. Gicquel    |
| 2007  | 1er tour (1/64)  | G. Müller        | 2e tour (1/32)           | L. Hewitt                | —               | —          | —               | —             |
| 2008  | —                | —                | —                        | —                        | —               | —          | —               | —             |
| 2009  | —                | —                | 1er tour (1/64)          | R. Štěpánek              | —               | —          | —               | —             |

N.B. : à droite du résultat se trouve le nom de l'ultime adversaire.

### En double
| Année | Open d'Australie                                                                  | Open d'Australie                                                                     | Internationaux de France | Internationaux de France | Wimbledon                                                                         | Wimbledon | US Open | US Open |
| ----- | --------------------------------------------------------------------------------- | ------------------------------------------------------------------------------------ | ------------------------ | ------------------------ | --------------------------------------------------------------------------------- | --------- | ------- | ------- |
| 2003  | 1er tour (1/32) M. Puerta \|\| style="text-align:left;" \| M. Mirnyi V. Voltchkov | 1er tour (1/32) L. Lobo \|\| style="text-align:left;" \| Y. El Aynaoui T. Vanhoudt   | —                        | —                        | 1er tour (1/32) J. Acasuso \|\| style="text-align:left;" \| L. Arnold Ker M. Hood |           |         |         |
| 2004  | 1/8 de finale I. Karlović \|\| style="text-align:left;" \| M. Knowles D. Nestor   | 1/8 de finale J. I. Chela \|\| style="text-align:left;" \| M. Llodra F. Santoro      | —                        | —                        | 1er tour (1/32) J. I. Chela \|\| style="text-align:left;" \| W. Black K. Ullyett  |           |         |         |
| 2005  | —                                                                                 | —                                                                                    | —                        | —                        | —                                                                                 | —         | —       | —       |
| 2006  | 2e tour (1/16) J. I. Chela \|\| style="text-align:left;" \| B. Bryan M. Bryan     | 1er tour (1/32) J. M. del Potro \|\| style="text-align:left;" \| S. Aspelin T. Perry | —                        | —                        | —                                                                                 | —         |         |         |

N.B. : le nom du ou de la partenaire se trouve sous le résultat ; le nom des ultimes adversaires se trouve à droite.

## Parcours dans lesMasters 1000
| Année | Indian Wells            | Miami                       | Monte-Carlo                 | Rome                        | Hambourg                   | Canada                  | Cincinnati               | Stuttgart puis Madrid | Paris                    |
| ----- | ----------------------- | --------------------------- | --------------------------- | --------------------------- | -------------------------- | ----------------------- | ------------------------ | --------------------- | ------------------------ |
| 1999  | —                       | —                           | —                           | 2e tour P. Rafter           | —                          | —                       | —                        | —                     | —                        |
| 2000  | —                       | 2e tour L. Hewitt           | 1/2 finale D. Hrbatý        | 2e tour A. Agassi           | 1er tour M. Zabaleta       | 2e tour J. C. Ferrero   | 1er tour F. Squillari    | 1er tour A. Pavel     | 1er tour D. Prinosil     |
| 2001  | 1er tour À. Corretja    | 1/4 de finale J.-M. Gambill | 2e tour T. Henman           | 1er tour N. Lapentti        | 1/8 de finale F. Squillari | 2e tour G. Kuerten      | 2e tour G. Rusedski      | —                     | —                        |
| 2002  | 1/4 de finale T. Henman | 1/8 de finale J. I. Chela   | —                           | 1er tour W. Ferreira        | —                          | 1er tour N. Lapentti    | 1er tour M. Ríos         | 1er tour M. Ríos      | 2e tour A. Agassi        |
| 2003  | 1er tour M. Ríos        | 2e tour N. Massú            | 1/8 de finale J. C. Ferrero | 1/8 de finale J. C. Ferrero | 1/2 finale G. Coria        | 1er tour R. Federer     | 1/8 de finale R. Ginepri | 2e tour C. Moyà       | 2e tour T. Robredo       |
| 2004  | 3e tour J. Blake        | 2e tour R. Ginepri          | 2e tour L. Hewitt           | 1er tour I. Labadze         | 1er tour R. Federer        | 1er tour T. Reid        | 2e tour G. Rusedski      | —                     | 2e tour F. López         |
| 2005  | 3e tour N. Kiefer       | 1/8 de finale A. Agassi     | 1/4 de finale R. Nadal      | 1/8 de finale D. Ferrer     | 1/8 de finale C. Rochus    | 1/4 de finale A. Agassi | 1er tour T. Robredo      | 2e tour J. Acasuso    | 1/4 de finale T. Berdych |
| 2006  | 3e tour M. Baghdatís    | 2e tour K. Vliegen          | 1/2 finale R. Nadal         | 1er tour X. Malisse         | 2e tour G. Simon           | 1er tour C. Moyà        | —                        | 1er tour N. Massú     | —                        |
| 2007  | —                       | 2e tour R. Štěpánek         | 2e tour N. Djokovic         | 2e tour A. Roddick          | 1er tour R. Gasquet        | —                       | —                        | —                     | —                        |

N.B. : sous le résultat se trouve le nom de l’ultime adversaire.